# Heimwehr

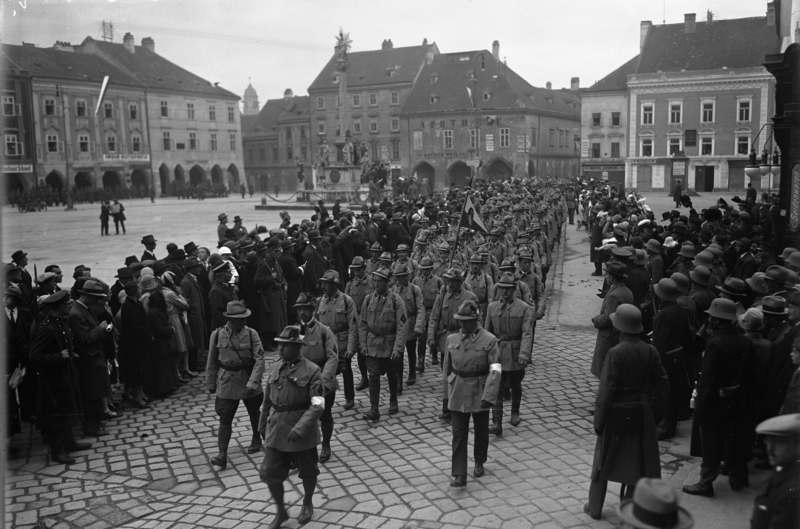
Marcia della Heimwehr a Wiener Neustadt, 1931

La Heimwehr o, talvolta, Heimatschutz era un gruppo nazionalista, inizialmente paramilitare, che operava in Austria tra il 1920 ed il 1930. Erano gruppi, simili nei metodi, nell'organizzazione, e nell'ideologia ai Freikorps tedeschi. Dal 1929 assunsero una netta posizione politica di estrema destra.
La Heimwehr mantenne dal 1930 un braccio politico noto come Heimatblock che collababorò con il governo conservatore di Engelbert Dollfuss, nonostante fosse contrario alla democrazia e al parlamento e fautore di un fascismo austriaco. Nel 1936, la Heimwehr, a causa di un decreto del cancelliere Kurt von Schuschnigg, venne abolita dal Fronte Patriottico e sostituita da una milizia apparentemente meno incline al regime, la Frontmiliz. La Heimwehr nacque per difendere i territori della Carinzia e della Stiria meridionali dai nazionalisti sloveni.
Nel 1930, dopo l'assunzione del comando delle Heimwehr da parte di E.R. Starhemberg, il gruppo paramilitare si avvicinò al partito cristiano-sociale, ma, nel 1932, tale scelta politica condusse alla scissione: un'ala, quella condotta da W. Pfriemer, si dichiarò apertamente nazista, l'altra ala condotta da Starhemberg, nel fronte patriottico, invece ottenne incarichi di governo.

## Origine e riorganizzazione

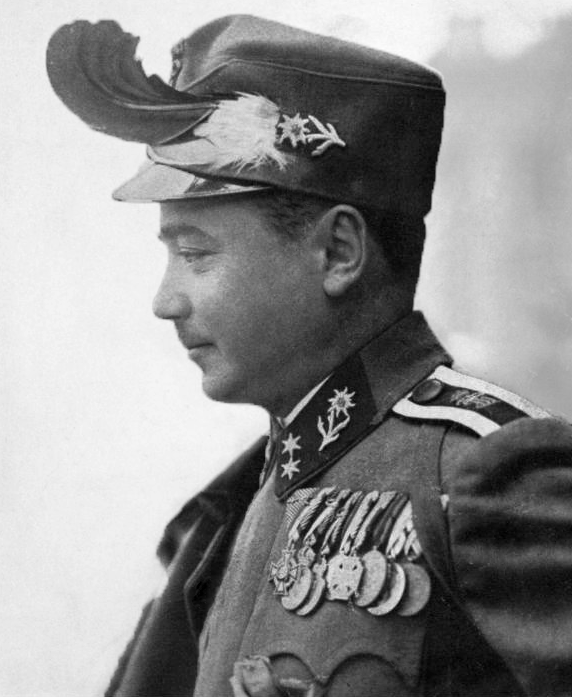
Il cancelliere Engelbert Dollfuß con l'uniforme del l'Heimwehr (1933)

Costituita prevalentemente da soldati reduci dalla prima guerra mondiale, la Heimwehr venne inizialmente formata per difendere i confini austriaci, ma erano milizie debolmente addestrate ed organizzate. Come con i Freikorps tedeschi, all'inizio non esisteva una formale leadership nazionale o uno specifico programma politico, piuttosto alcuni gruppi locali risposero attivamente a quello che consideravano ideologicamente giusto. In Carinzia, per esempio, si formarono delle organizzazioni armate per proteggere la loro regione dalla Slovenia e dalla Jugoslavia. Ignaz Seipel, cancelliere social-cristiano austriaco, riorganizzò la Heimwehr in "risposta allo Schutzbund socialista", nel tentativo di frenare la spinta a sinistra. La politicizzazione crescente delle milizie condusse al coinvolgimento dell'Heimwehr nell'aiutare la polizia a reprimere, nel luglio 1927, una rivolta.
La parte più caratteristica delle uniformi della Heimwehr era costituita da un cappello verde in Loden con una piuma di coda di un fagiano di monte. Pertanto i combattenti dell'Heimwehr furono ridicolizzati dai loro avversari come Hahnenschwanzler.

## Anni '30

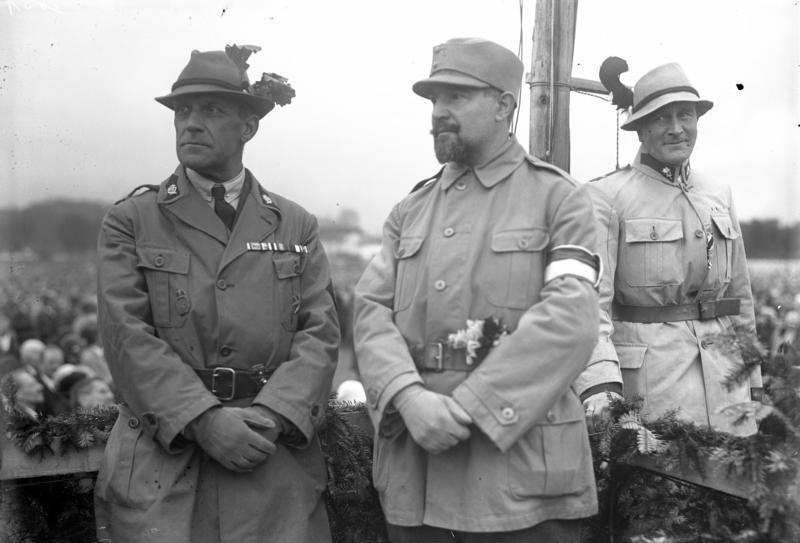
Al centro il leader dell'Heimwehr Richard Steidle, a destra il barone Hans von Pranckh e a sinistra barone von Bachofen-Echt nel settembre 1930

La Heimwehr non ebbe una reale coerenza nazionale fino al 1930, quando i suoi leader si impegnarono con il giuramento di Korneuburg, che stabilì una base nazionalista conservatrice austriaca, ovvero un rifiuto della democrazia liberale e del marxismo, in favore di un governo più autocratico, e un rifiuto della lotta di classe (vedi austrofascismo). Questa iniziativa fu guidata da Richard Steidl e sostenuta dall'emigrato tedesco Waldemar Pabst nei suoi tentativi di convincere la Heimwehr a sostenere una politica economica corporativa modellata su quella che Benito Mussolini stava mettendo in atto in Italia.
Walter Pfrimer, responsabile regionale della Stiria, tentò un colpo di Stato nel 1931 ma non ricevette alcun sostegno dagli altri leader della Heimwehr. In seguito, molti gruppi della Heimwehr, tra cui la sezione della Stiria, disertarono sempre più il partito nazista.
Le tensioni continuarono tra la sezione austriaca del partito nazista, che credeva in uno stato pan-germanico con l'Austria inglobata in un grande impero tedesco, e la Heimwehr che credeva che l'Austria dovesse rimanere indipendente. Ciò condusse a una violenza di bassa intensità, tra cui un incidente in cui i membri del partito nazista attaccarono una marcia della Heimwehr lanciando uova.

## Il declino
Nel 1934, dopo che Engelbert Dollfuss ebbe creato il Fronte Patriottico, ne ottenne il controllo ed incorporò la Heimwehr in altri eserciti di destra con l'aiuto del leader della stessa  Heimwehr, Ernst Rüdiger Starhemberg. Politicamente, la Heimwehr subì un calo nel sostegno a causa del pan-germanismo tedesco, ed un graduale riorientamento nella politica estera dell’Italia nei confronti della Germania. Come conseguenza, il successore di Dollfuss, Kurt Schuschnigg, assorbì nel 1936 i restanti elementi della Heimwehr nel Fronte Patriottico determinandone la fine come raggruppamento politico. Ernst Starhemberg fu lasciato fuori dal governo del nuovo Fronte, nel tentativo di far terminare le rivalità tra questi due "eserciti". La Heimwehr fu divisa in due sezioni: una con a capo W. Pfriemer, che si dichiarò apertamente nazista; l'altra, con a capo Starhemberg, ottenne invece, nel Fronte Patriottico, incarichi di governo.